# 山口郵便局 (岐阜県)
山口郵便局（やまぐちゆうびんきょく）は岐阜県中津川市にある郵便局。民営化前の分類では集配特定郵便局であった（現在は集配機能を廃止）。

## 概要
住所：〒508-0501 岐阜県中津川市山口1499-1

## 沿革
- 1883年（明治16年）7月1日 - 山口郵便局（五等）として開設[1]。
- 1885年（明治18年）11月30日 - 廃止。
- 1908年（明治41年）3月26日 - 再設置。
- 1984年（昭和59年）9月17日 - 神坂郵便局から集配業務の一部[2]を移管[3]。
- 2005年（平成17年）2月13日 - 平成の大合併により当局の立地する長野県山口村が岐阜県中津川市などと越境合併したのに伴い、当局の郵便番号が399-5199から508-0599へ、取扱局番号が11234から24371にそれぞれ変更された。
- 2007年（平成19年）3月26日 - 時間外窓口を廃止。
- 2007年（平成19年）10月1日 - 民営化に伴い、併設された郵便事業中津川支店山口集配センターに一部業務を移管。
- 2012年（平成24年）10月1日 - 日本郵便株式会社の発足に伴い、郵便事業中津川支店山口集配センターを山口郵便局に統合。
- 2015年（平成27年）2月2日 - 坂下郵便局に集配業務を移管し、無集配局となる。これに伴い、当局の郵便番号も508-0599から508-0501に変更された。

## 取扱内容
- 郵便、印紙、ゆうパック、内容証明
- 貯金、為替、振替、振込、国債
- 生命保険、バイク自賠責保険
- 宝くじの販売
- ゆうちょ銀行ATM

## 周辺
- 中津川市役所 山口総合事務所
- 中津川市立山口小学校
- 国道19号
- 木曽川

## アクセス
- JR中央本線 坂下駅から南東へ約3km
- 北恵那交通バス 山口総合事務所下停留所下車
- 中央自動車道 中津川ICから北東へ約13km
- 駐車場あり：5台